# Saint-Chrysostome
Saint-Chrysostome – gmina w Kanadzie, w prowincji Quebec, w regionie Montérégie i MRC Le Haut-Saint-Laurent. Nazwa gminy pochodzi od biskupa Konstantynopola, Jana Chryzostoma.
Liczba mieszkańców gminy Saint-Chrysostome wynosi 2 584. Język francuski jest językiem ojczystym dla 90,5%, angielski dla 7% mieszkańców (2006).